# 塞爾巴赫河 (奧赫熱河支流)
50°08′17″N 12°05′27″E / 50.13813°N 12.090967°E

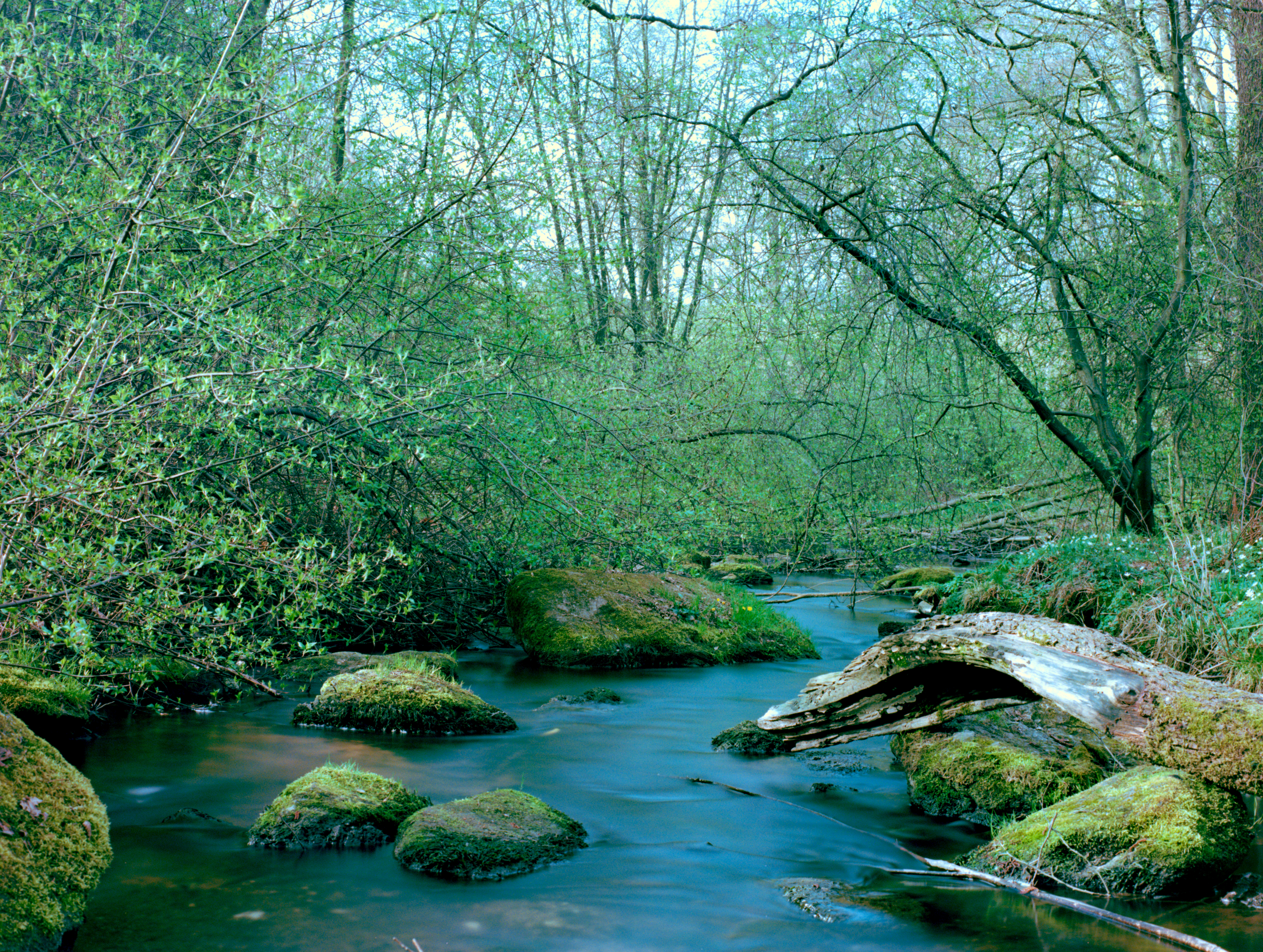

塞爾巴赫河是德國的河流，位於該國東南部，由巴伐利亞負責管轄，屬於奧赫熱河的支流，河道全長18公里，流域面積58平方公里，流經菲希特爾山脈。